# Lijst van rijksmonumenten in Meerssen (gemeente)
De gemeente Meerssen telt 110 inschrijvingen in het rijksmonumentenregister. Hieronder een overzicht.

## Bunde
De plaats Bunde telt 11 inschrijvingen in het rijksmonumentenregister. Zie Lijst van rijksmonumenten in Bunde voor een overzicht.

## Geulle
De plaats Geulle telt 19 inschrijvingen in het rijksmonumentenregister. Zie Lijst van rijksmonumenten in Geulle voor een overzicht.

## Meerssen
De plaats Meerssen telt 37 inschrijvingen in het rijksmonumentenregister. Zie Lijst van rijksmonumenten in Meerssen voor een overzicht.

## Rothem
De plaats Rothem telt 8 inschrijvingen in het rijksmonumentenregister. Zie Lijst van rijksmonumenten in Rothem voor een overzicht.

## Ulestraten
De plaats Ulestraten telt 36 inschrijvingen in het rijksmonumentenregister. Zie Lijst van rijksmonumenten in Ulestraten voor een overzicht.
Beek ·
Beekdaelen ·
Beesel ·
Bergen ·
Brunssum ·
Echt-Susteren ·
Eijsden-Margraten ·
Gennep ·
Gulpen-Wittem ·
Heerlen ·
Horst aan de Maas ·
Kerkrade ·
Landgraaf ·
Leudal ·
Maasgouw ·
Maastricht ·
Meerssen ·
Mook en Middelaar ·
Nederweert ·
Peel en Maas ·
Roerdalen ·
Roermond ·
Simpelveld ·
Sittard-Geleen ·
Stein ·
Vaals ·
Valkenburg aan de Geul ·
Venlo ·
Venray ·
Voerendaal ·
Weert